# Operational Data Store
Der Begriff Operational Data Store (ODS) stammt aus dem Informationsmanagement in der Betriebswirtschaft.
Ein Operational Data Store ist eine Datenbank, die der Integration von Daten aus einer oder mehreren Datenquellen dient. Hierzu werden die aus den Datenquellen relevanten Daten extrahiert und gegebenenfalls wegen Redundanzen und verletzter Integritätsbedingungen bereinigt und transformiert. Im Operational Data Store werden die Daten für in der Regel zeitnahe Auswertungen bereitgestellt, die in den Quellsystemen nicht oder nur schwer möglich sind. Ein Anwendungsbeispiel ist die Angebotserstellung in Abhängigkeit zeitnaher Börsenkurse.
William H. Inmon definiert einen Operational Data Store wie folgt:

“An operational data store is a subject-oriented, integrated, volatile, current-valued, detailed-only collection of data in support of an organization's need for up-to-the-second, operational, integrated, collective information.”

„Ein Operational Data Store ist eine themenorientierte, integrierte, nicht dauerhafte bzw. nicht persistente detaillierte Sammlung von Daten, um eine Organisationseinheit bei ihrem Bedarf nach aktuellen, betrieblichen, integrierten und gesamtheitlichen Informationen zu unterstützen.“

Hiernach unterscheidet sich ein Operational Data Store vom Data-Warehouse durch fehlende Vergangenheitsdaten und eine häufigere Aktualisierung sowie durch eine feinere Datengranularität.
Mit dem Trend zum Realtime-Data-Warehouse und leistungsstärkeren Datenbankmanagementsystemen dürfte der Operational Data Store im Data-Warehouse aufgehen.